# PG Tips
PG Tips是英国的一个茶品牌，由英国联合利华公司生产。

## 品牌名称
二十世纪三十年代，布鲁克邦德公司在英国茶叶市场推出PG Tips，当时产品名为Pre-Gest-Tee（意为：消化前茶饮）。该产品名称表示这种茶可以在进食前饮用，有帮助消化的功效。食品杂货商和销售人员将该名缩略成PG。
第二次世界大战后，标签管理规定不许商家将茶形容成有助于消化—之前已经赋予给茶的特点—。在1950年1月，公司采用了PG这个名字，还加上了“Tips（顶端）”以表明只有茶树的顶端部分（最上面的两片叶子和叶芽）才会用于生产和调配这一事实。

## 产品
如今，布鲁克邦德这个名字已从所有包装上撤销了，该产品现在以PG Tips这个名字为人熟知。PG Tips的产品有散装茶、茶包以及自动贩卖形式的产品。“特殊调配（ Special Blend）”茶与该品牌75周年纪念日时特别调配的茶一样，只以茶包的形式出售。PG Tips使用的茶叶是从全球各地的独立茶庄大量进口的，并按照品茶师设定的精准比例调配出口味777。在曼彻斯特的特拉福德公园(Trafford Park)工厂的任何时候，这种调配口味都包含了来自12到35 （取决于季节等因素）家独立茶庄提供的茶叶。
1985年，公司推出带线茶包PG Tags。1996年，四面体造型的茶包以金字塔茶包（Pyramid Bags）为名进入市场。四面体茶包的设计是为了使茶叶能更加自由地移动，就像散装的茶叶在茶壶中移动一样，从而让茶味更浓。在该产品2011年的一个包装版本上有这样的说法：“与传统的扁平式茶包相比，PG Tips的金字塔茶包为茶叶增加50%的移动空间，使茶包更像是一个微型茶壶，令茶叶的新鲜滋味淋漓尽致地释放，让您拥有最佳的PG品茶体验。”在T-鸟（T-Birds）时代，为了让茶味更充分地渗透，公司用一种“自由流动”的物质重新生产四面体茶包。

在苏格兰，联合利华销售一种特别研发的PG调配茶，叫做苏格兰调配茶（Scottish Blend）。苏格兰调配茶是公司针对苏格兰市场销售的一种PG Tips的产品，特殊的调配方式使其在苏格兰的软水中能够体现出最好的茶味。
位于英国莱瑟黑德（Leatherhead）和新加坡的国际联合利华公司( Unilever International)通过全球的食品经销商网络出口PG Tips, 苏格兰调配茶和里昂茶（Lyons）。北美联合利华公司( Unilever North America) 自2011年起经营美国的PG Tips业务。在爱尔兰，联合利华以里昂这个品牌进行茶产品的销售。
在2011年，公司推出了“别样瞬间（Special Moments）“系列产品，一开始时该系列名为“新品（New Ones）”。这系列产品是在不同时期进行压制而成的茶叶。
联合利华在2014年时已经以PG Tips这个品牌新推出了一个包含果茶、绿茶和花草茶的系列。

## 广告
布鲁克公司生产的茶不同于当时很多公司生产的调配茶，其原料是来自于印度和中国纯净而优质的茶叶。布鲁克公司很早就意识到做广告的重要性，并使用了如下的广告语：“好茶聚知己、愉悦心灵、打开彼此的心扉，是人与人之间交往的快乐催化剂。”

### Tipps一家( The Tipps family)
1956年，PG Tips开始在电视广告中使用拟人化的黑猩猩。这些黑猩猩都来自于莱斯特郡（Leicestershire）的特怀克罗斯动物园（Twycross Zoo）。它们穿上人的衣服，并且以“Tipps一家”为人所知。它们的声音经常由名人配音，例如彼得·塞勒斯（Peter Sellers）和鲍勃·蒙克豪斯（Bob Monkhouse）。到1958年，PG Tips已经从英国茶叶市场排名的第四位上升到第一位。
二十世纪七十年代时，这些广告在受到一些动物权利组织的投诉之后停播。然而，产品的销售量下降了。18个月后，公司重新用回黑猩猩。最后的“Tipps一家”的广告在2002年播出。PG Tips的黑猩猩引发了纪念品这一副产品的生产，其中包括收藏卡以及小塑像。

### T-鸟( The T-Birds)
2002年，“Tipps一家”由一群住在一起的泥塑动画鸟代替，名为“T-鸟”。这是由阿德曼动画公司摄制的，也就是制作《超级无敌掌门狗》电影系列（Wallace and Gromit )以及《小鸡快跑》（Chicken Run）的公司。在爱尔兰，这些广告一直到2006年后期也还在播出，虽然宣传的是里昂茶（另一个联合利华的品牌）。这使得PG Tips成为2005年十月首映的该系列的第一部电影《超级无敌掌门狗：人兔的诅咒》（The Curse of the Were-Rabbit）的主要合作伙伴。PG在超市里有附送小狗“格勒米特（Gromit）”马克杯的促销包装可供选择。根据英国《食品商》杂志（The Grocer）的消息，联合利华报告称在这个小狗“格勒米特“马克杯的促销活动中，PG Tips的销售量增加了600%。大约在同一时期，华莱士（Wallace）和小狗格勒米特，还有多丁顿女士（Lady Tottington，另一个该片中的人物），也一起出现在一个广告里。
PG Tips也长期生产一系列的收藏卡来进行免费派送。1999年，一份消费者调查显示这些卡片并没有促进业务的发展，之后，公司停止了这些卡片的生产。

2005年， PG Tips用特别的产品包装庆祝其75周年纪念日，其中包括一个限量版的金制包装和一个一次性的钻石茶包。这个钻石茶包由珠宝商Boodles制作，使用的茶叶为印度麦卡巴里（Makaibari）茶庄的帝国银针（Silver Tips Imperial），售价是7500英镑。

### “猴子”（Monkey）
2007年，PG Tips重新联合了强尼·维加斯（Johnny Vegas）和英国独立数字电视台（ITV Digital）的人物“猴子”（Monkey）拍摄广告。维加斯扮演艾尔（Al），木偶人物“猴子”为保罗·约梅恩（Paul Jomain）所制造、由奈杰尔·帕拉斯科特（Nigel Plaskitt）和苏珊·贝蒂（Susan Beattie）操控以及本·米勒（Ben Miller）配音。由他们主演的简短广告在假日的一档关于著名的糟糕决定的特殊电视节目（由英国独立数字电视台首先推出）后播放。独立数字电视台是英国的一个地面数字电视广播公司，该公司在世界上第一个地面数字电视网络上推出了收费电视服务。2002年5月，该电视台停止了播出。
人物“猴子”特别指明他不是黑猩猩而是一只猴子，以此作为对PG Tips早前的黑猩猩一家的回应。
其中有一个广告是电影《当哈利碰上莎莉》（When Harry Met Sally）; 的“餐馆镜头”的恶作剧版本。在这一广告中，当“ 猴子”形容PG Tips的味道时，他模仿电影里的场景重复地说“噢，太棒了。”最后，一位邻桌的女士跟服务员说：“他在喝什么，我就喝什么。”广告以这样的标语结束：“你会怎么形容这个味呢？”该广告在2010年2月3日首播。
在另一个宣传PG Tips茶中自然产生的茶氨酸的广告中，主演的“ 猴子”和艾尔分别扮演来自人气情景喜剧《爸爸的部队》（Dad’s Army）中的上尉梅因沃林（Captain Mainwaring）和列兵派克（Private Pike）。
当PG Tips推出“别样瞬间”系列（原来称为“新品”）时，播出了另外一个广告来宣传该系列中的“清新（ Fresh）“口味。广告中，”猴子”和艾尔在户外漫步。“ 猴子”跟艾尔说他想要一杯“清新”口味的茶。艾尔花了很长时间才想清楚茶的味道，以至于在他最终得出结论前，”猴子”已经被一只鹰叼走了。后来，这一广告被修改成“ 猴子”带着别样瞬间系列的四种口味被扔到了那只鹰的鸟巢里，他的旁边还有两只小鹰。

### 《双洲记》( A Tale of Two Continents )
2008年3月，一部名为《双洲记》的短片播出了。这是一部冒险题材的嘲讽电影，主演的“猴子”“想要改变世界，每一次用一杯茶。”这部短片在家庭电影如《奇幻精灵事件簿》（The Spiderwick Chronicles）和《霍顿与无名氏》（Horton Hears a Who）等影片的播放前放送。该片在电影院里从2008年3月21日播放到4月10日。2008年初，公司生产的各种PG Tips特别限量版还免费附送存储了该短片的EcoDisc。EcoDisc是一种DVD，因为它是由单层而不是双层的聚碳酸酯制成，所以其更薄更耐弯曲。限量版还特别提供一条餐具抹布，该抹布的图案与Ecodisc的包装相同并被称为是该影片的“官方商品”。

## PG Tips和可持续性
2007年5月，联合利华承诺要以可持续性的方式获得其使用的所有茶叶，它是首家这样做的公司。 为了实现这个承诺，公司让雨林联盟（Rainforest Alliance）这个国际环保非政府组织(NGO)开始对东非的茶庄进行资格认证。  自2012年4月起，所有PG Tips使用的茶叶都已通过雨林联盟的认证。
2011年，PG Tips的制造商宣布其将停止用动物进行茶产品的测试。

## 广告语
- “你会怎么形容这个味？”（艾尔和“猴子”）
- “你只需要把水烧开。”（艾尔和“猴子”）
- “我们都需要一个PG时刻。”（在T-鸟时期使用）
- “PG无茶能敌”（后期黑猩猩的广告），一只黑猩猩接下来说“就是这个味！ ”
- “爸爸，你知道钢琴压在我的脚上吗？”希夫特先生（MR SHIFTER）说：“儿子你来哼，我来弹。”
- “您来一杯吗？”（环法大赛）
- “这是你真正能体味的茶”（更早期的黑猩猩的广告）